# Diocèse anglican de Montréal
Ne doit pas être confondu avec Diocèse catholique de Montréal.
Le diocèse de Montréal est un diocèse de l'Église anglicane du Canada. Fondé en 1850, son siège est la Cathédrale Christ Church de Montréal. Son évêque actuel est Mary Irwin-Gibson.

## Liste des évêques
|     | Nom               | Dates       | Notes                                                            |
| --- | ----------------- | ----------- | ---------------------------------------------------------------- |
| 1er | Francis Fulford   | 1850 – 1868 | Métropolitain du Canada, 1861–1868                               |
| 2e  | Ashton Oxenden    | 1869 – 1878 | Métropolitain du Canada, 1869–1878                               |
| 3e  | William Bond      | 1879 – 1906 | Métropolitain du Canada, 1901–1906 ; Primat du Canada, 1904–1906 |
| 4e  | James Carmichael  | 1906 – 1908 |                                                                  |
| 5e  | John Farthing     | 1909 – 1939 |                                                                  |
| 6e  | Arthur Carlisle   | 1939 – 1943 |                                                                  |
| 7e  | John Dixon        | 1943 – 1962 | Métropolitain du Canada, 1960–1962                               |
| 8e  | Kenneth Maguire   | 1963 – 1975 |                                                                  |
| 9e  | Reginald Hollis   | 1975 – 1990 | Métropolitain du Canada, 1989–1990                               |
| 10e | Andrew Hutchison  | 1990 – 2004 | Métropolitain du Canada, 2002–2004 ; Primat du Canada, 2004–2007 |
| 11e | Barry Clarke      | 2004 – 2015 |                                                                  |
| 12e | Mary Irwin-Gibson | 2015 –      | Première femme à occuper le poste                                |